# Bryobia variabilis
Bryobia variabilis är en spindeldjursart som beskrevs av David C.M. Manson 1967. Bryobia variabilis ingår i släktet Bryobia och familjen Tetranychidae. Inga underarter finns listade.